# Robert Menzel
Robert Menzel (ur. 14 lutego 1991 we Wrocławiu) – polski piłkarz, występujący na pozycji obrońcy. W sezonie 2011/12 został mistrzem Polski ze Śląskiem Wrocław.

## Kariera klubowa

### Kariera juniorska
Karierę rozpoczął w 1998 w Wratislavii Wrocław. W 2009 trafił do młodzieżowej drużyny Śląska Wrocław, uczestniczącej w rozgrywkach Młodej Ekstraklasy.

### Kariera seniorska
Jako zawodnik młodzieżowego zespołu rozegrał dwa mecze w pierwszej drużynie Śląska, w tym jeden w mistrzowskim sezonie 2011/2012 z Zagłębiem Lubin. 28 lutego 2014 został zawodnikiem Jaroty Jarocin, w której oficjalnie zadebiutował 8 marca 2014 w zremisowanym 0:0 meczu ligowym z Wartą Poznań.
23 czerwca 2015 roku dołączył do 1-ligowego Rozwoju Katowice. W 2018 został piłkarzem w islandzkim Kórdrengirze.

## Sukcesy
- Mistrzostwo Polski: 2011/12[7]